# Забастовка шахтёров в долине Жиу (1977)
Забастовка шахтёров в долине Жиу 1977 года (рум. Greva minerilor din Valea Jiului din 1977) — забастовочный протест румынских рабочих против социальной политики коммунистического режима Николае Чаушеску в начале августа 1977 года. Самая массовая протестная акция в истории СРР, отчасти предвосхитившая Румынскую революцию 1989. 

## Фон событий. Антирабочий закон
1977 год был отмечен в Румынии нарастанием экономических трудностей. Сказывались последствия энергетического кризиса 1973—1974 и разрушительного землетрясения 4 марта 1977. При этом руководство правящей РКП во главе с Николае Чаушеску требовало от трудовых коллективов выполнения амбициозных производственных планов.
Политический режим СРР был одним из самых жёстких в Восточной Европе. Легальное оппонирование властям исключалось. Однако на румынское общество повлияла активизация диссидентского движения в Чехословакии, появление Хартии-77. В Румынии сходное обращение выпустил Паул Гома, поддержанный, в частности, группой шахтёров долины Жиу. Это вызвало пристальное внимание Секуритате.
30 июня 1977 года ЦК РКП и правительство СРР утвердили «Закон № 3/1977» — о пенсиях, государственном социальном страховании и социальной помощи. Этот акт означал резкое ужесточение социальной политики, затронувшее прежде всего румынских шахтёров. Отменялись пенсии по инвалидности в угледобывающей отрасли. Пенсионный возраст для шахтёров повышался с 50 до 52 лет. Санкционировалось увеличение рабочего дня, допускалась работа по воскресеньям, замораживалась заработная плата, вводились отчисления за невыполнение производственных планов, отменялась оплата сверхурочных работ за последние месяцы.
Закон вызвал серьёзное брожение в шахтёрской среде. Выдвигались предложения об отправке делегации в Бухарест. Отмечались конфликты, вплоть до нападений на партийных функционеров. 14 июля 1977 года шахтёр Георге Думитраче направил в ЦК РКП и ведомство угледобычи свой меморандум протеста. Ответа не последовало.

## Ход забастовки

### 1-2 августа 1977. Стачка, митинг, бунт
Волнения в долине Жиу начались 30 июля. Вечером 1 августа 1977 года 35 тысяч шахтёров одномоментно прекратили работу. Главным очагом забастовки стали города Лупени, Петрошани и их окрестности. Первоначально возникла идея марша на Бухарест, но она была отвергнута[кем?]. Бастующих в Лупени поддержали горняки других угольных предприятий долины Жиу, а также жители городов. Начались стихийные митинги. Выдвинулись лидеры движения, среди которых выделялись Константин Добре и Георге Манилиу.
2 августа на место событий прибыла делегация во главе с секретарём ЦК РКП и вице-премьером правительства СРР Илие Вердецем (в прошлом шахтёр). Перед 20 тысячами шахтёров Вердец объявил  , что приехал «узнать о шахтёрских проблемах», однако не имеет полномочий что-либо решать — это прерогатива главы партии и государства. Толпа потребовала немедленного прибытия Чаушеску. На это Вердец заявил, что президент «занят более срочными делами». Эти слова спровоцировали взрыв возмущения . Вердец и его спутники (министр труда Панэ, партийный руководитель Петрошани Негруц) были освистаны, их забросали пищевыми отходами . От физического насилия партийно-государственных руководителей спасал Константин Добре .
Тем временем к месту событий стягивались агенты «Секуритате», начиналось передвижение войск . Под усиленную охрану брались склады оружия (не исключались попытки захвата арсеналов шахтёрами) . Мобилизовывался партийный актив близлежащих районов .

### 3 августа 1977. Чаушеску перед рабочими
Когда началась забастовка, Николае и Елена Чаушеску находились на черноморском курорте . Получив информацию Вердеца, 3 августа президент СРР прибыл в Петрошани и оттуда на автомобиле в Лупени. Он рассчитывал, что сам факт его приезда остановит забастовку, но получилось иначе. Провальное выступление перед 35-40 тысячами шахтёров стало переломным моментом политической карьеры Чаушеску.
Из толпы звучали возгласы «Лупени 29!» (аллюзия, связанная с шахтёрской стачкой 1929 года, занимавшей важное место в исторической мифологии РКП)  . Они сопровождались лозунгом «Долой пролетарскую буржуазию!» — направленным против коммунистической номенклатуры, воспринимавшейся как эксплуататорский класс .
Добре зачитал список требований из 23 пунктов. Все они носили социально-экономический характер — отмена закона от 30 июня, повышение зарплат, строительство жилья, гарантии продовольственного снабжения и медицинской помощи, отказ от удлинения рабочего дня и т. п. Однако такие тезисы, как создание на предприятиях полномочных комиссий с участием рядовых работников, увольнение некомпетентных и коррумпированных администраторов, менеджеров, гарантия от репрессий за участие в забастовке граничили с политическими.
Чаушеску попытался добиться возврата шахтёров на рабочие места. Это вызвало вспышки гнева. На слова о постепенном введении 6-часового рабочего дня шахтёры отвечали: «Завтра!». В адрес Чаушеску бросались обвинения в игнорировании интересов трудящихся. Зазвучали крики: «Долой Чаушеску!»
Глава РКП и СРР был явно напуган. На выручку снова пришёл Добре: его призыв проявить большее гостеприимство возымел действие. Чаушеску сменил тон, пообещав принять все шахтёрские требования — два выходных в неделю, 6-часовой рабочий день, создание рабочих мест для членов семей шахтёров, наказание ответственных за социальные трудности, гарантии забастовщикам от увольнения. Это тут же изменило настроение толпы, крики «Долой!» сменились здравицами: «Чаушеску с шахтёрами!» Однако уходил Чаушеску растерянным и физически ослабленным, опираясь на телохранителя. Один из партийных функционеров Петрошани вспоминал, что после встречи с горняками Чаушеску был «выжат как лимон».
После отъезда Чаушеску в вечернюю смену 3 августа шахты возобновили работу. Горняки даже были готовы наверстать упущенное за время забастовки.

Как непосредственный участник этого великого события, скажу, что забастовка 1977 года стала самой успешной демонстрацией силы шахтёров. Без жертв и с высокой организованностью
Илие Вердец

## Преследование забастовщиков

### Аресты, увольнения, выселения
Уже 4 августа ЦК РКП собрался на экстренное заседание и наметил программу репрессий. Соответствующую комиссию возглавил Вердец. Карательную сторону курировали генералы Николае Плешицэ и Эмиль Макри.
В первую неделю августа власти успешно создавали впечатление «извлечённых уроков». 6 августа был объявлен «льготный период» — ввод в действие «Закона № 3/1977» откладывался до начала следующего года. 7 августа широко отмечался профессиональный День шахтёра. Заметно улучшилось снабжение продовольствием. Однако уже с середины месяца начались широкомасштабные полицейские преследования.
Первым этапом стали партийные и профсоюзные собрания, на которых забастовщики клеймились как «анархисты», «уголовники», «погромщики» (вопреки всем установкам интернационализма в негативном контексте звучал и термин «цыгане»). Бастовавших членов партии исключили из РКП. Усилилась концентрация «Секуритате» и милиции..
После 15 сентября вокруг шахт были развёрнуты армейские части с бронетехникой. Спецподразделения «Секуритате» и милиции начали опознания и аресты. Не менее 600 человек подверглись допросам, часто с применением физического воздействия (приводились свидетельства о таких методах, как удары по голове или зажатие кисти дверью). Уголовные дела возбуждались за нарушение общественного порядка и нападения на представителей власти.
Около 150 человек были арестованы либо направлены в спецпсихбольницы. Лидеры забастовки получили сроки от 1,5 до 3,5 лет заключения (среди них был Георге Думитраче). Около 300 человек вместе с семьями подлежали депортации, порядка 3 тысяч — увольнению с шахт. На угледобывающих предприятиях разместились спецгруппы «Секуритате», осуществлявшие чистку по принципу благонадёжности, слежку и запугивание. Партийные органы усилили пропагандистскую кампанию. Въезд в долину Жиу был закрыт до 1 января 1978 года.

### Судьбы основных лидеров забастовки
Константин Добре не был арестован, но перебрался в Крайову, сменил профессию и работал автомехаником. Одно время ходили слухи о его убийстве. По некоторым данным[каким?], он был принуждён к сотрудничеству с «Секуритате». Впоследствии Добре заочно окончил Академию Штефана Георгиу (центр подготовки партийных кадров). Контактировал с Вирджилом Мэгуряну, будущим руководителем послереволюционной спецслужбы.
Во время Румынской революции 1989 года Константин Добре попытался включиться в события, выступил по телевидению от имени шахтёров, но не сыграл заметной роли. Он крайне скептически отнёсся к ФНС и его лидерам, за что получил от них характеристики «экстремиста» и «террориста». В мае 1990 года, во время Минериады, Добре едва не был убит группой вооружённых шахтёров, поддерживавших президента Илиеску. После этого он получил назначение казначеем посольства Румынии в Великобритании. В Лондон переехала и семья Добре.
В 1992 году румынский суд приговорил Добре к 5 годам заключения. Два года спустя он получил в Великобритании статус политического беженца. С 2002 года — гражданин Великобритании. 5 декабря 2007 года Добре опубликовал открытое письмо, опровергающее заявления Мирона Козмы о его якобы лидерстве в забастовке 1977.
Георге Манилиу подвергся аресту и допросу в «Секуритате». Ему было предъявлено обвинение в беспорядках, а также в хулиганстве (эпизод 1953 года) и угоне мотоцикла (эпизод 1968 года). Был приговорён к 3,5 годам лишения свободы. Скончался в 1987 году.

## Социальные и политические последствия

### Реакция власти

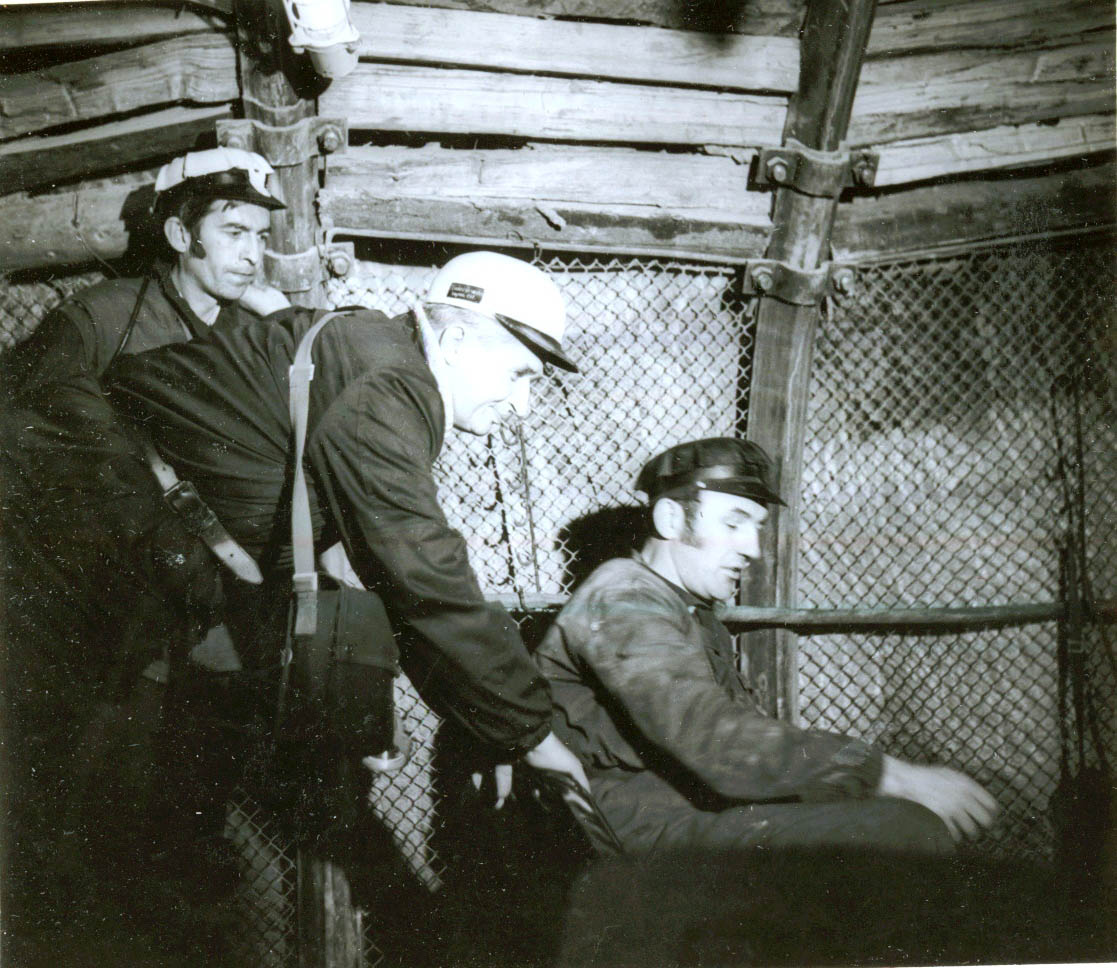
Чаушеску посещает Лупени в ноябре 1977 года

В первые послезабастовочные месяцы отмечалось некоторое смягчение социальной политики РКП, особенно в угледобывающих регионах. Вердец подал Чаушеску доклад, в котором раскритиковал местные партийные власти за «низкий уровень продовольственного обеспечения, плохое медицинское обслуживание, низкий уровень механизации на шахтах, плохие жилищные условия» шахтёров. Чаушеску распорядился поставить долину Жиу на усиленное снабжение, направить туда дополнительный медперсонал, инвестировать в создание новых рабочих мест. Непосредственные требования горняков некоторое время выполнялись. В этом ограниченном смысле забастовка достигла цели.
Однако закономерности административно-командной системы вскоре оказались сильнее ситуативных манёвров. «Закон № 3/1977» вступил в силу 1 января 1978 года. Как только партийные и карательные органы полностью восстановили контроль над ситуацией, допущенные послабления быстро были взяты назад. Угольная отрасль в значительной степени милитаризовалась, на работу в шахтах широко привлекались военнослужащие. На постоянное квартирование в долину Жиу были направлены новые армейские части. В ещё большей степени усилилось присутствие «Секуритате» и милиции. Политический режим дополнительно ужесточился.
Оргвыводы были весьма ограничены: сняты с должностей несколько партийных и государственных функционеров среднего уровня, выговор получил региональный партийный секретарь Илие Рэдулеску. Пленум ЦК РКП 26 октября 1977 года распорядился «усилить популяризацию партии».
Илие Вердец ответственности не понёс и даже удостоился похвал от Чаушеску. 7 марта 1978 года он был назначен первым вице-премьером и председателем Госплана, 29 марта 1979 года возглавил правительство СРР.

### Развитие протестов
22 шахтёра сумели переслать письмо с информацией о событиях во французскую газету Libération. Публикация появилась 12 октября 1977 года. Это сыграло решающую роль в информировании мировой общественности.
Уличные протесты произошли ещё в нескольких городах, хотя и не приняли такого масштаба, как в долине Жиу. Партийное руководство действовало по единой схеме: обещание «учесть требования» — репрессии — отказ от обещанных уступок. Разрозненные акции сравнительно легко подавлялись, поскольку не имели политически организованного характера.
С 1979 года началось стихийное формирование нелегальных профсоюзных организаций. Рабочие активисты преследовались «Секуритате» наравне с диссидентами. Смыкание этих двух течений отразилось в создании SLOMR и персонифицировалось в деятельности Вернера Зоммерауэра, активно поддержавшего шахтёров. В 1981 году в шахтёрских районах Трансильвании вновь начались волнения. В сентябре 1983 года рабочий бунт в Марамуреше подавлялся силовой операцией. В 1986 году вспыхнули забастовки на заводе холодильного оборудования в Клуж-Напоке и на стекольной фабрике в Турде. В 1987 году масштабные бунты произошли в Яссах и особенно крупный — в Брашове.
Причины во всех случаях состояли в резком ухудшении материального положения масс (к концу 1980-х доведённых фактически до нищеты). Отличие этих событий от забастовки 1977 заключалось в крайне жёстком настрое участников, нескрываемой ненависти к РКП и лично к Чаушеску.

## Историческое значение
Шахтёрская забастовка в долине Жиу являлась спонтанным социальным протестом. Политической программы забастовщики не выдвигали. Лозунги «Долой Чаушеску! Долой пролетарскую буржуазию!» были скорее спонтанны. Однако сам факт рабочего бунта против коммунистической партии имел важное значение. Не случайно во время допросов постоянно звучал термин «восстание». Была в очередной раз продемонстрирована неадекватность претензий компартий и режимов «реального социализма» выступать от имени рабочего класса.
Дальнейшие репрессии и ужесточение социальной политики РКП усилили массовое недовольство в стране. Мотив обращения к властям и персонально к Чаушеску сошёл на нет. Подспудный протест приобретал более радикальный антикоммунистический характер, ориентированный на насильственные формы. В этом смысле Константин Добре резонно называет[где?] августовскую забастовку 1977 «прелюдией декабрьской революции 1989».
В апреле 1990 года Верховный суд Румынии отменил приговоры, вынесенные в отношении забастовщиков долины Жиу.